# 李国安 (1946年)
李国安（1946年—），汉族，中华人民共和国政治人物、第十一届全国政协委员。
加入中国共产党，担任内蒙古军区原副司令员。2008年，当选第十一届全国政协委员，代表社会科学界，分入第三十二组。并担任民族和宗教委员会专委。